# يوريدين ثلاثي الفوسفات
اليوريدين ثلاثي الفوسفات (بالإنجليزية: Uridine triphosphate) (UTP) هو نوكليوسيد ثلاثي الفوسفات من البيريميدينات، يتكون من قاعدة يوراسيل مرتبطة بالكربون 1' لسكر ريبوز، وهذا الريبوز مؤستر مع حمض ثلاثي الفوسفور في الوضعية 5'. الدور الأساسي للـUTP هو كونه مادة أولية وركيزة في تخليق الرنا أثناء النسخ، بالإضافة إلى عمله كعامل مرافق في تنشيط السكريات لإدراجها في عديدات السكاريد.

## دوره في عملية الأيض
يعمل الـUTP كمصدر للطاقة أو كمنشط للركائز في التفاعلات الأيضية، مثل الـATP لكن بشكل أكثر تخصصا. الأسترة الانتقالية للـUTP والغلوكوز 1-فوسفات وتشكيل غلوكوز-UDP والبيروفوسفات تُفعل الـD-غلوكوز من أجل إدراجه في تكوين الغلايكوجين، وتُحفز هذه العملية بواسطة الإنزيم ناقلة غلوكوز-1-فوسفات-UTP. يُستعمل الـUTP في أيض الجلاكتوز حيث تُحوَّل النسخة المفعلة جلاكتوز-UDP إلى غلوكوز-UDP.

## دوره في توسط عمل المستقبل
لدى اليوريدين ثلاثي الفوسفات أدوار في توسط الاستجابات بالارتباط خارج الخلوي مع مستقبلات الخلية P2Y. الـUTP ومشتقاته مازالت قيد الدراسة لتطبيقاتها المحتملة في مجال الأدوية البشرية.